# Grania ovitheca
Grania ovitheca is een ringworm uit de familie van de Enchytraeidae. De wetenschappelijke naam van de soort is voor het eerst geldig gepubliceerd in 1977 door Erséus.